# Herpes sinh dục
Herpes sinh dục (hoặc herpes bộ phận sinh dục, mụn rộp sinh dục hay mụn giộp sinh dục) là bệnh nhiễm trùng đường sinh dục do virus herpes simplex gây ra.
HSV phân loại thành hai loại riêng biệt của HSV-1 và HSV-2 trong thập niên 1960, "HSV-2 ảnh hưởng phía dưới thắt lưng, HSV-1 ảnh hưởng từ eo trở lên". Mặc dù herpes sinh dục được cho là gây ra chủ yếu bởi HSV-2, tuy nhiên các ca bệnh nhiễm HSV-1 ở bộ phận sinh dục đang gia tăng và hiện đã vượt quá 50% dân số, cho nên quy luật trên không còn được áp dụng nữa. HSV thường là không có các triệu chứng, do đó gây trở ngại trong việc ngăn chặn lây lan.

## Triệu chứng

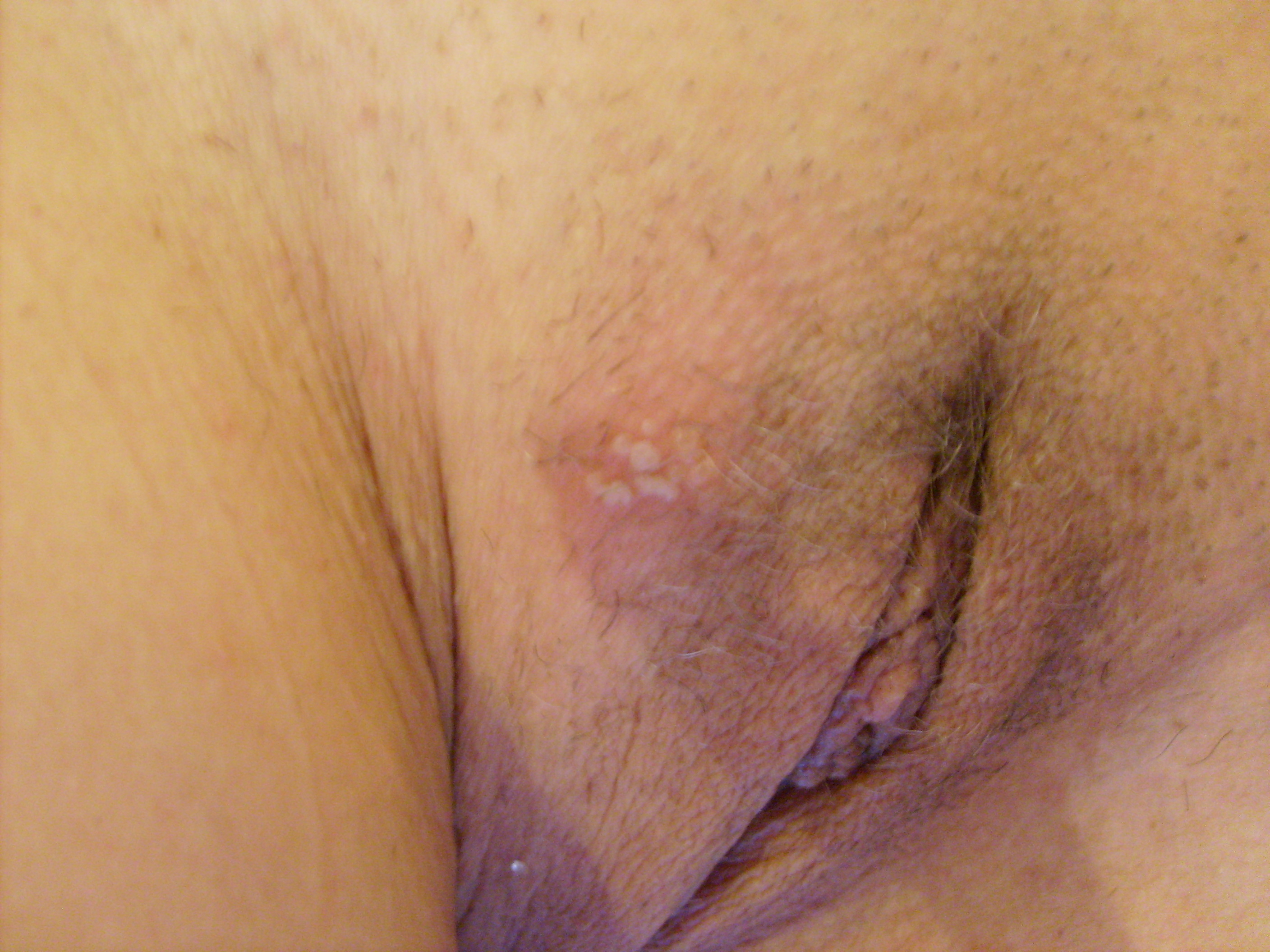
Nhiễm herpes ở bộ phận sinh dục nữ

Bình thường có 10% người lành mang virus nhưng không có biểu hiện lâm sàng, trong điều kiện sức khỏe giảm sút, viêm nhiễm, sức đề kháng giảm thì virus sẵn trong cơ thể trở thành gây bệnh gây nên mụn rộp ở bộ phận sinh dục (mụn rộp sinh dục) hoặc các bộ phận khác của cơ thể.
Khi có triệu chứng, biểu hiện điển hình chính ở bộ phận sinh dục nhiễm là cụm vết loét sinh dục bao gồm những [[Sẩn (da liễu học)| sẩn) viêm và mụn mủ trên bề mặt ngoài của bộ phận sinh dục giống như những vết loét lạnh.. Những biểu hiện này thường xuất hiện từ 4-7 ngày sau khi tiếp xúc với nguồn lây nhiễm HSV qua quan hệ tình dục. Đối với bệnh nhân nhiễm HSV-1 ở bộ phận sinh dục, các thương tổn này sẽ tái phát với tần suất khoảng một phần sáu so với người nhiễm HSV-2. Ở nam giới, các thương tổn xảy ra trên quy đầu dương vật, thân dương vật hoặc các phần khác của vùng sinh dục như mặt trong của đùi, trên mông, hay hậu môn. Ở phụ nữ, thương tổn xuất hiện trên hoặc gần xương mu, ở môi nhỏ, âm vật, âm hộ, mông hay hậu môn. Các triệu chứng khác thường bao gồm đau, ngứa, và nóng như bị đốt. Các triệu chứng ít gặp hơn bao gồm chảy mủ ở dương vật hoặc âm đạo, sốt, nhức đầu, đau cơ, các hạch bạch huyết sưng lên. Phụ nữ thường có những triệu chứng khác bao gồm đi tiểu đau và viêm cổ tử cung. Viêm hậu môn và trực tràng do virus herpes là dấu hiệu phổ biến đối với các cá nhân bị lây nhiễm do giao hợp hậu môn. Sau 2-3 tuần, các thương tổn tiến triển thành viêm loét và sau đó đóng vảy cứng và lành.

### Biến chứng

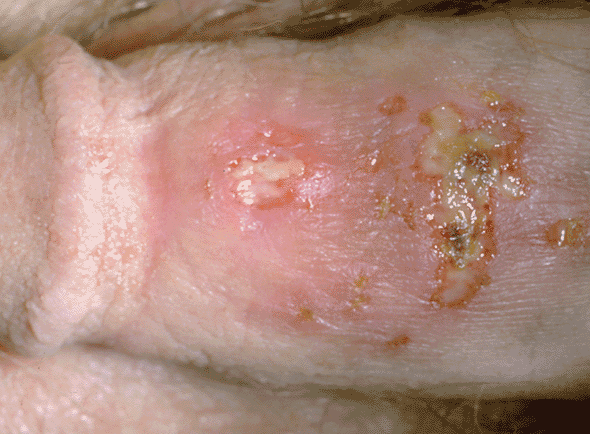
Nhiễm herpes ở bộ phận sinh dục nam

Ở người trưởng thành, ngoài vết loét da, herpes sinh dục không gây ra các biến chứng gì nặng nề khác. Khi mẹ mang thai bị Herpes sinh dục với các vết loét da có thể lây qua cho con trong quá trình đứa trẻ được sinh ra qua đường âm đạo, có thể gây tổn thương não, mờ mắt hoặc tử vong cho trẻ. Nhiễm Herpes sinh dục từ mẹ qua con thường gặp hơn nếu mẹ bị nhiễm và bộc phát lần đầu khi mang thai hoặc đang ở trong giai đoạn hoạt động của herpes sinh dục.

## Điều trị
Các nghiên cứu y học đã không thể tìm thấy một cách hữu hiệu để ngăn chặn sự lây lan của herpes và số người bị nhiễm bệnh không ngừng tăng lên. Chỉ tính riêng tại Hoa Kỳ có 45 triệu người bị nhiễm bệnh, với một triệu trường hợp mới nhiễm xảy ra hàng năm.
Herpes sinh dục khó chữa khỏi, tuy nhiên có một số loại thuốc có thể rút ngắn thời gian tái phát các thương tổn và làm cho nó ít nghiêm trọng hơn hoặc thậm chí ngăn chặn xảy ra. Trong số các loại thuốc này có thể tìm thấy là: acyclovir, valacyclovir và famciclovir.
Acyclovir là một thuốc kháng siêu vi được sử dụng chống lại virus herpes, thủy đậu, và Epstein-Barr virus. Thuốc này làm giảm đau và giảm mức độ thương tổn trong thời gian đầu của herpes sinh dục. Hơn nữa, nó làm giảm tần suất và mức độ nghiêm trọng của các đợt tái phát.
Valacyclovir giúp làm giảm các cơn đau, giảm các cảm giác khó chịu và chữa lành các vết loét nhanh hơn.
Famciclovir giúp điều trị tại ổ virus giúp các tổn thương mau lành, đồng thời ngăn ngừa chống phát triển bệnh. Tuy nhiên nên thận trọng dùng thuốc với người có tiền sử mắc bệnh thận